# 岡山紀男
岡山 紀男（おかやま のりお、1940年10月15日 - 2010年11月14日）は、日本の実業家。住友電気工業代表取締役社長や、同社代表取締役会長、日本電線工業会会長、大阪大学産業科学研究協会理事長等を務めた。

## 人物・経歴
石川県出身。1963年東京大学文学部社会学科卒業、住友電気工業入社。人事組織部次長、人事部次長を経て、1985年人事部長に就任。1991年取締役中部支社長に昇格。1995年常務取締役。1999年から代表取締役社長を務め、イギリスのルーカスSEI・ワイヤリング・システムの買収などを行った。2004年住友電気工業代表取締役会長。2007年同社取締役会長。2008年同社特別顧問。大阪大学産業科学研究協会理事長等も務めた。